# Біг-Спрінгс (Небраска)
Біг-Спрінгс (англ. Big Springs) — селище (англ. village) в США, в окрузі Дул штату Небраска. Населення — 394 особи (2020).

## Географія
Біг-Спрінгс розташований за координатами 41°3′39″ пн. ш. 102°4′28″ зх. д. / 41.06083° пн. ш. 102.07444° зх. д. (41.060902, -102.074466).  За даними Бюро перепису населення США в 2010 році селище мало площу 1,15 км², уся площа — суходіл.

## Демографія
Згідно з переписом 2010 року, у селищі мешкало 400 осіб у 186 домогосподарствах у складі 119 родин. Густота населення становила 349 осіб/км².  Було 217 помешкань (189/км²).
Расовий склад населення:
| - 94,5 % — білих - 0,8 % — корінних американців - 2,5 % — осіб інших рас |

До двох чи більше рас належало 2,3 %. Частка іспаномовних становила 8,0 % від усіх жителів.
За віковим діапазоном населення розподілялося таким чином: 18,7 % — особи молодші 18 років, 59,3 % — особи у віці 18—64 років, 22,0 % — особи у віці 65 років та старші. Медіана віку мешканця становила 50,1 року. На 100 осіб жіночої статі у селищі припадало 95,1 чоловіків;  на 100 жінок у віці від 18 років та старших — 95,8 чоловіків також старших 18 років.
Середній дохід на одне домашнє господарство  становив 52 564 долари США (медіана — 46 250), а середній дохід на одну сім'ю — 59 909 доларів (медіана — 52 039). Медіана доходів становила 32 188 доларів для чоловіків та 23 021 долар для жінок. За межею бідності перебувало 18,1 % осіб, у тому числі 34,5 % дітей у віці до 18 років та 11,6 % осіб у віці 65 років та старших.
Цивільне працевлаштоване населення становило 298 осіб. Основні галузі зайнятості: мистецтво, розваги та відпочинок — 17,4 %, роздрібна торгівля — 15,1 %, сільське господарство, лісництво, риболовля — 11,4 %, освіта, охорона здоров'я та соціальна допомога — 10,7 %.